# 小田えりな
小田 えりな（おだ えりな、1997年〈平成9年〉4月25日 - ）は、日本のタレントで、女性アイドルグループ・AKB48の元メンバーである。元チーム8 神奈川県代表。愛称は、おだえり。神奈川県横浜市出身。 ワイケーエージェント所属。身長166 cm。血液型はA型。

## 来歴
2014年、『AKB48 Team 8 全国一斉オーディション』に神奈川県代表として合格。
2016年10月1日、ニッポン放送で自身初の冠番組『横浜トヨペット プレゼンツ AKB48 Team 8 小田えりなのスーキ!ドライブ in KANAGAWA』が放送開始。
2017年5月31日発売のAKB48 48thシングル『願いごとの持ち腐れ』で、AKB48のシングル表題曲における初選抜となった。同年12月8日に開催された『AKB48劇場12周年特別記念公演』において新チーム体制の発表が行われ、2018年4月よりチームK兼任となった。
2018年5月から6月にかけて投票が実施された『AKB48 53rdシングル 世界選抜総選挙』では60位となり、フューチャーガールズに選出された。
2019年9月27日から29日にかけてKAAT神奈川芸術劇場 大スタジオにて上演された音楽舞台「偶然の出会いのように〜ダリ、マグリット、エルンストの迷宮美術館〜」で舞台初主演を務めた。
2020年10月30日、SHOWROOM特別配信で同年11月1日より芸能事務所「セントラル（現：ワイケーエージェント）」に所属することを発表。
2021年5月23日、地元の神奈川県・ぴあアリーナMMで開催された『17LIVE presents AKB48 15th Anniversary LIVE AKB48チーム8 全国ツアー 〜47の素敵な街へ〜ファイナル 神奈川県公演「真っ青な空を見上げて」』において、前座でソロステージを行い、自身が作詞した「愛のキャンプファイヤー」など5曲を披露した。
同年12月16日、東京・渋谷のeplus LIVING ROOM CAFE&DININGで初のソロライブ「オダエリサイタル」を行った。
2023年4月末でのチーム8の活動休止に伴い、5月1日よりチームK専任のメンバーとなった。同年11月13日にAKB48劇場で行われた「僕の太陽」公演においてAKB48からの卒業を発表した。
2024年3月17日、ぴあアリーナMMで開催されたコンサート『AKB48 春コンサート2024 in ぴあアリーナMM 夜の部〜涙はいつの日か〜』内にて、岡部麟とともに卒業セレモニーが行われた。
同年4月23日にAKB48劇場で卒業公演が行われ、AKB48メンバーとしての活動を終了した。
同年4月30日に1st写真集『青春の時刻表』を発売した。
同年5月27日、自身のSNSにてYouTubeチャンネル開設を報告。

## 人物
性格はひと言で言うと、気分屋。ストレス解消方法は、歌うこと、寝ること。
好きな食べ物は、ラーメン、焼き鳥、牛丼であり、苦手な食べ物は、あんこ、ゆで卵である。
趣味はギターを弾くこと、歌うこと。小田の音楽のルーツはロックバンドにあり、それをきっかけに「歌いたいな」という気持ちになった。中学2年生のころよりBUMP OF CHICKENやRADWIMPSなどを聴くようになり、ギターを弾き始めた。将来の目標はシンガーソングライターになることであり、「横浜アリーナでソロライブができるような人」を目指している。目標、憧れている人物は小田和正。
小学校3年生から中学校3年生まで習字を習っていた経験があり、AKB48の61stシングル『どうしても君が好きだ』のMV中にも小田が教室で習字をしているシーンがある。
歌唱力はAKB48グループ全体でも評価を受けており、チーム8のコンサートや劇場公演などでは小田がソロで歌うことも多い。2015年に行われた『AKBINGO!』（日本テレビ）の企画「第4回 AKB48で一番歌が上手いのは誰だ? ディバチャン」で優勝した。AKB48スタッフによると「歌なら小田という認識がAKB48全体に広まった」。一方で、自身に歌が上手だという認識は無くただ歌が好きなだけであったが、小田は「歌が上手というキャラ」で覚えられてしまったため、歌唱する際にプレッシャーもあるという。

## AKB48での参加楽曲

### シングル選抜楽曲
- 『心のプラカード』に収録
  - 47の素敵な街へ - 「Team 8」名義
- 『希望的リフレイン』に収録
  - 制服の羽根 - 「Team 8」名義
- 『Green Flash』に収録
  - 挨拶から始めよう - 「Team 8」名義
- 『唇にBe My Baby』に収録
  - あまのじゃくバッタ - 「Team 8」名義
- 『翼はいらない』に収録
  - 夢へのルート - 「Team 8」名義
- 『ハイテンション』に収録
  - 星空を君に - 「Team 8 EAST」名義
  - また あなたのことを考えてた - 「チームボーカル」名義
- 願いごとの持ち腐れ
- 『11月のアンクレット』に収録
  - 生きることに熱狂を! - 「Team 8」名義
- 『Teacher Teacher』に収録
  - 君は僕の風 - 「AKB48グループ センター試験選抜」名義
  - 終電の夜 - 「Team K」名義
- 『センチメンタルトレイン』に収録
  - ある日 ふいに… - 「フューチャーガールズ」名義
- 『NO WAY MAN』に収録
  - それでも彼女は - 「大人選抜2018」名義
  - 夢へのプロセス - 「AiKaBu選抜」名義
  - 耳を塞げ! - 「チームナイスファイト」名義
- 『ジワるDAYS』に収録
  - Generation Change - 「AKB48カップリング選抜」名義
- 『サステナブル』に収録
  - 好きだ 好きだ 好きだ - 「Team 8」名義
- 『失恋、ありがとう』に収録
  - ジタバタ - 「Team 8」名義
- 『根も葉もRumor』に収録
  - 離れていても
  - 西高東低 - 「Team 8」名義
- 元カレです
  - Loss of time - 「Team K」名義
- 久しぶりのリップグロス
  - Sugar night - 「SHOWROOM選抜」名義
- どうしても君が好きだ
  - サヨナラじゃない - 「Team 8」名義
- アイドルなんかじゃなかったら

### アルバム選抜楽曲
『ここがロドスだ、ここで跳べ!』に収録
- へなちょこサポート - 「Team 8」名義

『0と1の間』に収録
- 一生の間に何人と出逢えるのだろう - 「Team 8」名義

『サムネイル』に収録
- だから君が好きなのか

## コンサート
- 1stソロライブ「オダエリサイタル」（2021年12月16日、東京渋谷・eplus LIVING ROOM CAFE＆DINING）[13][27][28]
- ソロライブ「オダエリサイタルvol.2」（2022年4月18日・19日、東京丸の内・コットンクラブ）[29]
- ソロライブ「オダエリサイタルvol.3」（2023年7月17日、東京有楽町・I’M A SHOW）[30]
- ソロライブ「オダエリサイタルvol.4」（2024年4月2日、横浜赤レンガ倉庫）[31]

## 出演

### テレビドラマ
- 豆腐プロレス 最終話（2017年7月2日、テレビ朝日） - 謎の練習生 役
- 嘘から始まる恋（2021年6月27日、日本テレビ）[32]

### テレビアニメ
- ぐんまちゃん 第2話 （2021年10月10日、TOKYO MXほか） - まーや 役[33][注 1]

### その他のテレビ番組
- 音楽舞台「偶然の出会いのように〜ダリ、マグリット、エルンストの迷宮美術館〜」（2019年11月11日、NHK BSプレミアム）[9]
- 小田えりなのJAZZ In My Heart（2019年12月30日、とちぎテレビ）[34]
- 趣味どきっ!「最短マスター!日本のボードゲーム囲碁将棋」（2022年10月4日 - 11月22日、NHK Eテレ）[35][36]

### 映画
- PLAY!〜勝つとか負けるとかは、どーでもよくて〜 (2024年、ハピネットファントム・スタジオ)  - 全国高校eスポーツ大会決勝戦進出校の生徒 役

### 舞台
- マジすか学園 〜Lost In The SuperMarket〜（2016年7月25日 - 8月5日、赤坂ACTシアター） - スキナシ 役[37]
- 絢爛とか爛漫とか（2016年9月10日 - 19日、品川プリンスホテル クラブeX） - 正田薫 役[38]
- ［番外編］ダンスレボリューション〜ソノトキのワタシ〜2017（2017年8月30日 - 9月3日、築地ブディストホール） - 山川いろは 役[39][40]
- 舞台版「マジムリ学園」（2018年10月19日 - 28日、日本青年館ホール） - タウゼント / 美山千里 役[41]
- 銀岩塩 Vol.3 LIVE ENTERTAINMENT『神ノ牙-JINGA-転生』〜消えるのは俺じゃない、世界だ。〜（2019年1月5日 - 14日、天王洲 銀河劇場） - ヒロイン・友葉 役（伊波杏樹とのダブルキャスト）[42][43]
- 音楽舞台「偶然の出会いのように〜ダリ、マグリット、エルンストの迷宮美術館〜」（2019年9月27日 - 29日、KAAT神奈川芸術劇場 大スタジオ） - 主演・私 役[44]
- 舞台「マジムリ学園_蕾-RAI-」（2021年3月27日 - 4月4日、天王洲 銀河劇場） - タウゼント 役[45]
- 舞台「マジムリ学園-LOUDNESS-」（2021年8月20日 - 8月29日、品川プリンスホテル ステラボール） - タウゼント 役[46]
- 日本劇作家協会プログラム OFFICE SHIKA MUSICAL 雑踏音楽劇「ネオンキッズ」（2022年3月3日 - 14日、座・高円寺1 / 18日 - 21日、伊丹アイホール） - 短 役[47]
- AKB48 Team 8「KISS 8」（キス バイ エイト）-8th Anniversary Special Performance-（2022年5月13日 - 22日、天王洲 銀河劇場） [48][49]
- 舞台「DARKNESS HEELS〜THE LIVE〜2022」（2022年9月15日 - 20日、シアター1010） - カミーラ 役[50][51]
- img Act5「明日の卒業生たち」（2023年4月8日 - 16日、すみだパークシアター倉） - 笠原華 役[52]
- NLTプロデュースコント公演「天使のように微笑んで財布なくしてガム踏んで」（2024年8月28日 - 9月1日、博品館劇場）[53]
- ミュージカル「薔薇王の葬列」（2025年4月19日 - 27日、こくみん共済 coop ホール/スペース・ゼロ） - アン 役[54]
- OFFICE SHIKA PRODUCE「世界は密室でできている。」（2025年10月23日 - 11月2日〈予定〉、シアターサンモール）[55]

### 朗読劇
- リーディングシアター「恋工場」（2016年9月24日、ベルサール渋谷ガーデン Cホール）[56]
- 朗読劇「グーとパーでチョキを出す」（2020年12月18日・19日、オルタナティブシアター） - ナオコ 役[57]
- うち劇「『カラオケミュージカル』タイムリープガール」（2021年10月16日、ライブ配信） - ユーミン 役[58]

### ラジオ
- 横浜トヨペット プレゼンツ AKB48 Team 8 小田えりなのスーキ!ドライブ in KANAGAWA（2016年10月1日 - 12月31日、ニッポン放送）[5][59]
- 横浜トヨペットC-HR presents DISCOVER YOKOHAMA 2017（2017年1月9日、ニッポン放送・FMヨコハマ） - スペシャルゲスト[60]

### イベント
- 元町 安全・安心パレード（2017年5月5日・2018年5月5日、横浜元町ショッピングストリート） - 神奈川県警察加賀町警察署1日警察署長[61][62][63]
- 豆腐プロレス The REAL 2017 WIP CLIMAX in 後楽園ホール（2017年8月29日、後楽園ホール） - ディーヴァおだえり 役[64]
- 「110番の日に伴う地域安全キャンペーン」地域安全合同パトロール（2018年1月10日、横浜中華街大通り）- 神奈川県警察加賀町警察署1日警察署長[65]
- 豆腐プロレス The REAL 2018 WIP QUEENDOM in 愛知県体育館（2018年2月23日、愛知県体育館） - ディーヴァおだえり 役[66]
- 福岡アジアコレクション2018 SPRING/SUMMER（2018年3月25日、福岡国際センター）[67][68]
- 横浜トヨペット presents 横浜ビー・コルセアーズ 対 栃木ブレックス（2019年3月24日、横浜国際プール）[69]
- 東京ガールズコレクション
  - 第30回 マイナビ 東京ガールズコレクション 2020 SPRING/SUMMER（2020年2月29日、国立代々木競技場第一体育館）[70][71]
  - 第33回 マイナビ 東京ガールズコレクション 2021 AUTUMN/WINTER（2021年9月4日、オンライン配信）[72]
  - IDOL RUNWAY COLLECTION Supported by TGC（2023年8月7日、国立代々木競技場 第二体育館）[73]
- 小田えりな&清水麻璃亜 ファンミーティング「Erina&Maria Fan Meeting」（2023年6月4日、二子玉川ライズ スタジオ&ホール）[74]
- Rakuten GirlsAward 2023 AUTUMN / WINTER（2023年9月30日、幕張メッセ）[75]

### 広報・イメージキャラクター
- tvk「2016 高校野球ニュース」公式応援キャラクター（2016年、テレビ神奈川）[76]
- SMALL WORDS TOKYO（2020年11月1日 - ） - アンバサダー[77]
- アットヨコハマ（2024年11月9日 - ） - ナビゲーター[2]

### ネット配信
- ODA ERINA × TANK 小田えりなと初めての横浜ドライブ!（2016年12月22日、横浜トヨペット）[78]

## 書籍

### 写真集
- 1st写真集「青春の時刻表」（2024年4月30日、玄光社）ISBN 978-4768318997[19]

### 新聞・Web連載
- 読売新聞 月刊Team8 神奈川県代表（神奈川県版担当）『おだえりのほっこり575』（2019年4月 - 、読売新聞社）[79][80]